# 長坑村

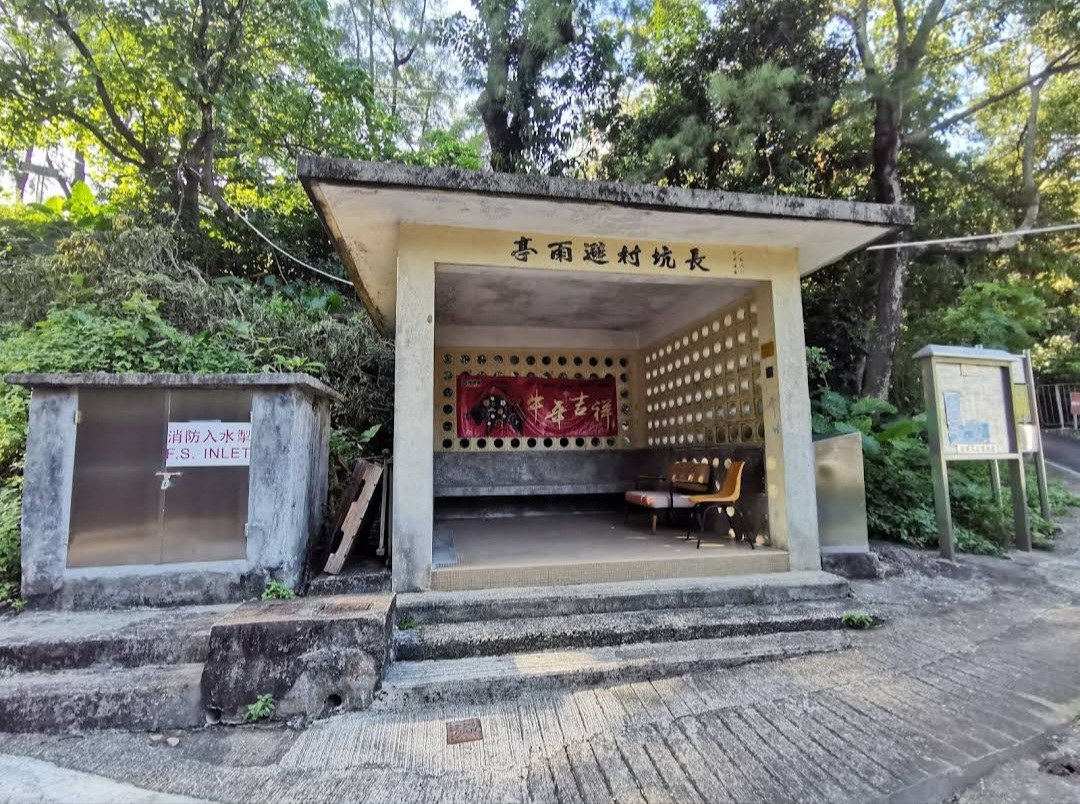
長坑村避雨亭

長坑村（英語：Cheung Hang Village）是香港新界葵涌的一條寮屋村落，位於葵涌和荔枝角之間的石梨貝腹地。

## 地理
長坑村的幅員遼闊，南起坳背山，北接金山山腳，位於大窩山住宅區和九龍水塘群之間的河谷，村中有一條沿自金山並經蝴蝶谷流出長沙灣、名為長溪的狹長水坑，村落因此得名。長坑村主要包括村口和河谷兩岸一帶，廣義上可包含九華徑泵房上村和大蒸場一帶，雖然位置各有一段距離，但均以長坑村作為門牌。

## 歷史
長坑村南面部份，即坳背山大蒸場一帶是九華徑村的後山，戰前早有九華徑村民在山上開墾農田耕作，九華徑山界的界石現存於長坑村後山。早在青山道仍未落成前，九華徑已有小路經坳背山前往石梨背村和大埔道，小徑後來發展成今日的長坑路和長源路。
戰後，國內難民湧港，他們開始在石梨貝腹地山坡搭建寮舍聚居，並在長坑兩旁的山谷開墾小型梯田。隨著居民人口增多，長坑村的範圍向金山山腳方向擴展，村中賢達發起籌辦長坑公立學校，1960年代末獲政府批出官地興建校舍，創校校長為丘亭。學校現已關閉。長坑村居民福利會（原稱石梨貝區居民福利會）會所則於1968年落成啟用。
1980年代中，長坑村居民已達1,600人。長坑村位處山中，沒有公共交通工具到達，村民需步行下山到青山公路乘搭巴士或小巴，過去村內曾有兩部鄉村車接載村民到市區上班和上學，1990年代起有老村民駕駛白牌車接載村民出入，直至2010年。

## 建築
- 長坑村居民福利會：由長坑公立學校校長丘亭題字
- 長坑公立學校：由教育家羅香林題字
- 長坑村避雨亭
- 長坑村遊樂場
- 前九華徑靶場[5]
- 前九龍教車公會
- 鄰舍輔導會怡菁山莊（前坳背山男童院）

## 事件
- 1979年，有村民發現一具腐屍從山坡滑下至長坑路路中心，死者身上有多處刀傷。[6][7]